# Carlos Blanco Vila
Pour les articles homonymes, voir Blanco et Vila.
Carlos Blanco Vila, né à Vilagarcía de Arousa, en Galice, le 2 janvier 1959, est un acteur et dramaturge espagnol.

## Biographie
Comédien originaire de Galice, Carlos Blanco Vila est une personnalité du théâtre, mais également de la radio et de la télévision. En 2003, il joue dans la série  Hospital Central de Telecinco.
Animateur à Radio Galega, il travaille dans plusieurs programmes pour la TVG, comme la série Mareas Vives qui le fait connaître, ainsi que dans Somos unha potenzia, en 2006, premier late-night show réalisé en Galice.
Il poursuit sa carrière au cinéma dans les années 2000, avec les films El lápiz del carpintero d'Antón Reixa (2003), Heroina de Gerardo Herrero (2005), Cargo de Clive Gordon (2006), ou encore Volver de Pedro Almodóvar (2006). 
En 2012, le personnage principal du film d'animation L'Apôtre est créé à son image.
En 2018, il joue le rôle de Laureano Oubiña dans la série télévisée Fariña.
En 2024, il fait partie de la distribution de la série télévisée L'Affaire Asunta, basée sur la célèbre histoire criminelle de l'affaire Asunta Basterra qui a défrayé la chronique en 2013.